# Кронштофик, Станислав Петрович
Станислав Петрович Кронштофик (1921—1999) — хозяйственный деятель, лауреат Государственной премии СССР.

## Биография
Станислав Кронштофик родился 12 марта 1921 года в посёлке Дятьково-Петровский (ныне — Московская область). В 1945 году он окончил Московский торфяной институт, после чего работал на ряде торфодобывающих предприятий во Владимирской, Московской и Ивановской областях.
В 1953 году Кронштофик был переведён в Смоленскую область на должность директора торфопредприятия «Остер» Рославльского района. В 1958 году он возглавил Управление лесной и топливной промышленности Смоленского совнархоза. В 1960 году Кронштовик стал директором Научно-исследовательского института (впоследствии — Научно-производственного объединения) «Техноприбор».
Являлся автором 11 научных работ и обладателем 5 патентов на изобретения. За «разработку теоретических основ проектирования сильфонов, создание и широкое внедрение оптимизированных рядов измерительных сильфонов высокой надежности, комплекса автоматизированного оборудования и организацию на этой базе высокоэффективных производств» Кронштофику была присуждена Государственная премия СССР.
Скончался 7 июля 1999 года, похоронен на Новом кладбище Смоленска.
Был также награждён двумя орденами Трудового Красного Знамени, орденами Дружбы народов и «Знак Почета», рядом медалей.